# Rugby a 7 ai II Giochi olimpici giovanili estivi
I tornei di rugby a 7 dei II Giochi olimpici giovanili estivi si sono svolti dal 17 al 20 agosto 2014. Il rugby a 7 ha fatto quindi il suo debutto ai Giochi olimpici giovanili, prima di entrare definitivamente nel programma olimpico a partire da Rio 2016.

## Torneo maschile
- Argentina
- Figi
- Francia
- Giappone
- Kenya
- Stati Uniti

## Torneo femminile
- Australia
- Canada
- Cina
- Spagna
- Stati Uniti
- Tunisia

## Medagliere
| Pos.   | Paese     | Oro | Argento | Bronzo | Totale |
| ------ | --------- | --- | ------- | ------ | ------ |
| 1      | Australia | 1   | 0       | 0      | 1      |
| 1      | Francia   | 1   | 0       | 0      | 1      |
| 3      | Argentina | 0   | 1       | 0      | 1      |
| 3      | Canada    | 0   | 1       | 0      | 1      |
| 5      | Cina      | 0   | 0       | 1      | 1      |
| 5      | Figi      | 0   | 0       | 1      | 1      |
| Totale | Totale    | 2   | 2       | 2      | 6      |

## Podi

### Uomini
| Evento                    | Oro     | Argento   | Bronzo |
| Rugby maschile (dettagli) | Francia | Argentina | Figi   |

### Donne
| Evento                     | Oro       | Argento | Bronzo |
| Rugby femminile (dettagli) | Australia | Canada  | Cina   |